# Aufschubzeit
Unter Aufschubzeit versteht man in der privaten Rentenversicherung die Zeit zwischen Vertragsbeginn und Beginn der Rentenzahlung.
Hierzu ein Beispiel:
Am 1. Januar 2007 schließt eine 35-jährige Person eine private Rentenversicherung ab, die mit Alter 65 eine Rente leisten soll. In diesem Fall beträgt die Aufschubzeit 30 Jahre.
Die Beitragszahlungsdauer kann nicht länger als die Aufschubzeit sein. Es ist aber möglich, dass die Beitragszahlungsdauer kürzer ist. Man spricht dann von einer verkürzten Beitragszahlungsdauer. 
Die Rentenzahlung beginnt nach dem Vertragsbeginn. Es handelt sich also um eine aufgeschobene Rente. Bei einer Rentenversicherung ohne Aufschubzeit spricht man von einer sofortbeginnenden Rentenversicherung. Diese wird stets gegen einen Einmalbeitrag vereinbart.